# Corticiales
Los corticiales son un orden de hongos de la clase Agaricomycetes. El orden está compuesto principalmente por hongos corticioides, pero también incluye una especie de agaricoide anómala, la Marchandiomphalina foliacea. Las especies incluidas dentro el orden son generalmente saprotrófas, la mayoría de ellas de madera podrida, pero también varias son parasitarias de pastos o líquenes. Las especies de importancia económica incluyen al Waitea circinata, un patógeno de cultivos de cereales y al Laetisaria fuciformis que causa la enfermedad hilo rojo del césped.

## Descripción
El orden fue establecido en 2007 por el micólogo sueco Karl-Henrik Larsson, basado en la investigación filogenética molecular.
El orden es cosmopolita y contiene alrededor de 150 especies de hongos en todo el mundo. La mayoría de las especies de corticiales son saprótrofos , la mayoría de ellos son rotores de maderas que se encuentran típicamente en ramas muertas. Las especies de los géneros Laetisaria, Limonomyces y Waitea son parásitos de pastos; las especies de los géneros Marchandiobasidium y Marchandiomyces son parásitos de líquenes.
Waitea circinata es un importante patógeno de los cultivos comerciales de cereales, que causa una serie de enfermedades, incluida la mancha de arroz. El mismo hongo también causa un parche de anillo marrón en los céspedes. El Laetisaria fuciformis causa la enfermedad hilo rojo del césped.

## Familias
Incluye las siguientes familias:
- Corticiaceae
- Punctulariaceae
- Vuilleminiaceae